# 中原作太郎

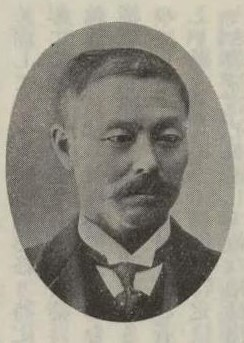
中原作太郎

中原 作太郎（なかはら さくたろう、1861年1月又は2月（万延元年12月） - 1909年（明治42年）2月）は、日本の製糸業者。
信濃国伊那郡出身。1874年（明治7年）に生糸製造業の見習生となった。1886年（明治19年）に福島県に移り、製糸工場五郎兵衛館を設立した。

## 特許
- 特許第13882号 中原式煮繭機
- 特許第14141号 中原式煮繭機